# كاليجة
الكاليجة (الاسم العلمي:Caligus) هي جنس من القشريات تتبع فصيلة الكاليجات من رتبة سحاريات الفم.

## أنواع الكاليجة
- كاليجة منتجة
- كاليجة إصبعية
- كاليجة صغيرة
- كاليجة مسمرة
- كاليجة سوداء
- كاليجة قرنية
- كاليجة ضارية
- كاليجة بحيرية
- كاليجة بوليانية
- كاليجة تونسية
- كاليجة جليدية
- كاليجة جميلة الأجزاء
- كاليجة غدانية
- كاليجة حلقية
- كاليجة دامبيارية
- كاليجة ذيالة
- كاليجة ذهبية الحاجب
- كاليجة راندالية
- كاليجة صفائحية
- كاليجة زبانية
- كاليجة شفافة
- كاليجة بحرية
- كاليجة ستوكسية
- كاليجة سيلانية
- كاليجة شاطئية
- كاليجة شرقية
- كاليجة شفانية
- كاليجة شائكة
- كاليجة صلبة
- كاليجة ضرزم
- كاليجة ضعيفة
- كاليجة ضعيفة
- كاليجة طويل الأشواك
- كاليجة طويل الذنب
- كاليجة طويل الفروع
- كاليجة طويل المنقار
- كاليجة كبيرة الذنب
- كاليجة طويلة الساق
- كاليجة عريضة
- كاليجة عريضة الذنب
- كاليجة عوالقية
- كاليجة محيرة
- كاليجة غامضة
- كاليجة فرعونية
- كاليجة قصيرة
- كاليجة قصيرة الذنب
- كاليجة قصير الذيل
- كاليجة مقطوعة
- كاليجة قوية
- كاليجة كاليدونيا الجديدة
- كاليجة كتانية
- كاليجة كلوية الشكل
- كاليجة كويتية
- كاليجة متشبثة
- كاليجة لامتوازية
- كاليجة رباعية
- كاليجة منشق المخالب
- كاليجة مالابارية
- كاليجة متبدلة
- كاليجة متساوي المخالب
- كاليجة متطاولة
- كاليجة متعددة الأشواك
- كاليجة منشعبة
- كاليجة متقاربة
- كاليجة متموجة
- كاليجة مثلثة
- كاليجة مثيلة
- كاليجة مجهولة
- كاليجة مزنرة
- كاليجة مخرب
- كاليجة مخرب
- كاليجة مرنة الشوكة
- كاليجة مسطحة الرصغ
- كاليجة مشطية
- كاليجة مشوهة
- كاليجة مضلعة
- كاليجة معدية
- كاليجة ملكية
- كاليجة منتشرة
- كاليجة معقوفة
- كاليجة منشارية
- كاليجة منفرقة الأهلاب
- كاليجة مهدبة
- كاليجة مهيجة
- كاليجة نبوتية
- كاليجة رقيقة الذنب
- كاليجة نقطية
- كاليجة هادئة
- كاليجة هلالية
- كاليجة هوتنتوتية
- كاليجة ويلسونية